# Greg Jenkins
Gregory Jenkins (Dade City, 23 agosto 1989) è un giocatore di football americano statunitense che gioca come wide receiver per gli Oakland Raiders della National Football League (NFL). Al college giocò a football all'Alabama State University.

## Carriera professionistica

### Oakland Raiders
Jenkins firmò il 13 maggio 2013 come free agent con gli Oakland Raiders, dopo non esser stato scelto al draft NFL 2013. Il 1º settembre venne svincolato per poi firmare il giorno seguente con la squadra d'allenamento. Il 23 novembre venne promosso in prima squadra per sostituire Juron Criner, finito sulla lista degli infortunati. Debuttò come professionista il 28 novembre contro i Dallas Cowboys ritornado in touchdown un fumble di 23 yard. Chiuse la stagione giocando 6 partite di cui nessuna da titolare, prevalentemente nello Special Team, ritornando 221 yard su kick off e 49 su punt senza TD.

## Vittorie e premi
Nessuno

## Statistiche
| Partite totali         | 6   |
| Partite da titolare    | 0   |
| Yard su ricezione      | 0   |
| Touchdown su ricezione | 0   |
| Yard su corsa          | 0   |
| Touchdown su corsa     | 0   |
| Yards su punt          | 49  |
| Touchdown su punt      | 0   |
| Yard su kickoff        | 221 |
| Touchdown su kick off  | 0   |
| Fumble persi           | 1   |
| Fumble recuperati      | 1   |
| Touchdown su fumble    | 1   |
| Tackle totali          | 0   |

Statistiche aggiornate al 24 gennaio 2014